# Gebirgsjäger

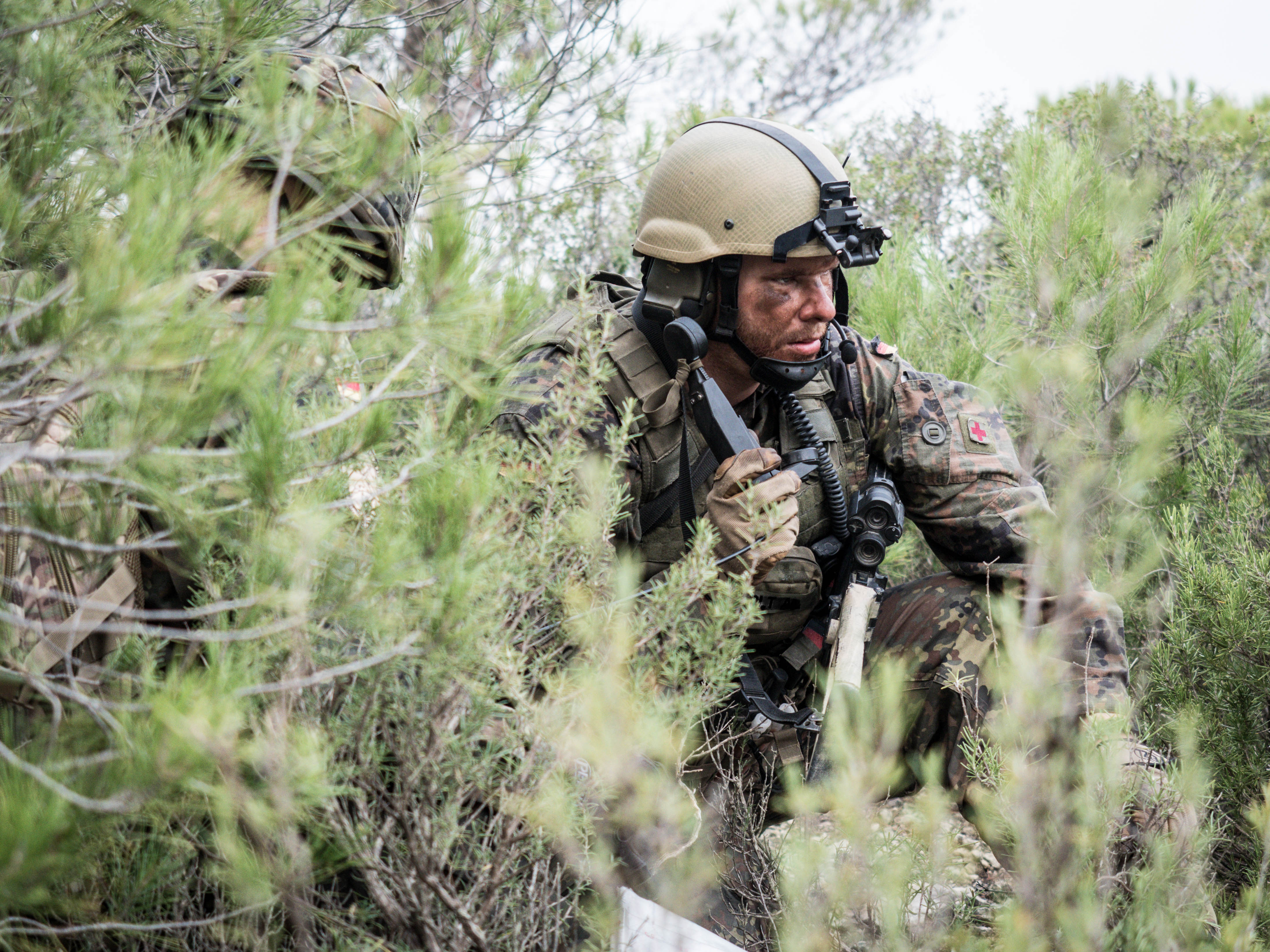
Zugführer der deutschen Gebirgsjäger in San Gregorio, Spanien im Rahmen des NATO-Großmanövers Trident Juncture 2015

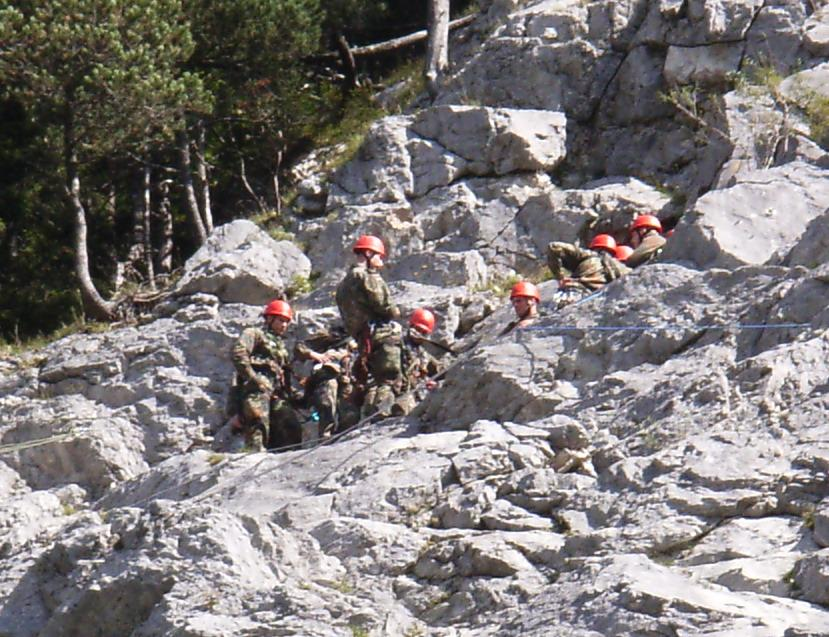
Gebirgsjäger der Bundeswehr bei einer Kletterübung in Mittenwald

Gebirgsjäger sind die Leichte Infanterie der Gebirgstruppe in Deutschland, Österreich und Schweiz.
Im Heer der deutschen Bundeswehr ist sie eine eigene Truppengattung und bildet zusammen mit der Jägertruppe und den Fallschirmjägern den Truppengattungsverbund der Infanterie. 

## Gebirgstruppen nach Staaten
- Deutschland: Gebirgsjägertruppe bzw. Gebirgstruppe
- Frankreich: Chasseurs alpins
- Italien: Alpini
- Österreich: Gebirgstruppe
- Polen: Podhale-Schützen
- Rumänien: Vânători de munte
- Russland: 7. Garde-Luftsturm-Division, siehe auch Gebirgstruppe
- Vereinigte Staaten: 10. US-Gebirgsdivision
- Argentinien: 2. Division in Córdoba mit 5., 6., 8. Gebirgsbrigade
- Chile: 3. Gebirgsdivision Valdivia
- Peru: 4. Gebirgsbrigade in Puno  und 5. Gebirgsbrigade und Cuzco
- Israel: Alpinistim
- Schweiz: Gebirgstruppen
- Türkei: 5. Gebirgskommandobrigade